# Alles op tafel
Alles op tafel je nizozemský hraný film z roku 2021, který režíroval Will Koopman  podle italského filmu Naprostí cizinci z roku 2016. Snímek měl premiéru dne 4. listopadu 2021.

## Děj
Sedm přátel se schází na večeři. Během konverzace u stolu hostitelka večera nabídne, aby si zahráli hru: mobilní zařízení všech se položí uprostřed stolu a všechny zprávy, e-maily a konverzace všech budou zveřejněny ostatním. Hra postupně nabírá ostřejší a temnější obrátky, jak se začínají odhalovat tajemství jejích účastníků.

## Obsazení
| Linda de Mol       | Margot    |
| Peter Paul Muller  | Vincent   |
| Lies Visschedijk   | Charlotte |
| Ramsey Nasr        | Marco     |
| Eva Crutzen        | Fenna     |
| Waldemar Torenstra | Thomas    |
| Diederik Ebbinge   | Ben       |
| Aiko Beemsterboer  | Sanne     |